# Zygoribatula thalassophila
Zygoribatula thalassophila is een mijtensoort uit de familie van de Oribatulidae. De wetenschappelijke naam van de soort is voor het eerst geldig gepubliceerd in 1935 door Grandjean.